# Courtrizy-et-Fussigny
Courtrizy-et-Fussigny es una comuna francesa situada en el departamento de Aisne, en la región de Alta Francia.

## Demografía
| 77 | 68 | 49 | 63 | 58 | 66 | 76 |
| Para los censos de 1962 a 1999 la población legal corresponde a la población sin duplicidades (Fuente: INSEE [Consultar]) |    |    |    |    |    |    |